# Comuna Vidra, Ilfov
Vidra este o comună în județul Ilfov, Muntenia, România, formată din satele Crețești, Sintești și Vidra (reședința). Se află la circa 11 km sud de București. Vidra se află așezată pe râul Sabar, afluent al Argeșului, împreună cu care formează o luncă mănoasă, propice agriculturii. Preocuparea principală a locuitorilor Vidrei este legumicultura.

## Așezare
Comuna se află în extremitatea sudică a județului, la limita cu județul Giurgiu și la sud de municipiul București, pe malurile râului Sabar. Este traversată de șoseaua județeană DJ401, care o leagă spre nord de Berceni și București (cartierul Berceni); și spre sud-est, în județul Giurgiu, de Vărăști și Hotarele (unde se termină în DN5A). La Vidra, din acest drum se ramifică șoseaua județeană DJ401A, care duce spre nord-vest la Jilava (unde se intersectează cu DN5), Măgurele, Bragadiru (unde se intersectează cu DN6), Domnești, Ciorogârla și mai departe în județul Giurgiu la Bolintin-Vale. Din DJ401A, se ramifică la Crețești șoseaua DJ401D, care duce la Copăceni, 1 Decembrie (unde se intersectează cu DN5), Dărăști-Ilfov și Măgurele.
Prin comună trece și calea ferată București-Giurgiu, pe care este deservită de stațiile Sintești și Vidra.

## Demografie
Componența etnică a comunei Vidra
     Români (68,26%)
     Romi (1,04%)
     Alte etnii (0,14%)
     Necunoscută (30,57%)
Componența confesională a comunei Vidra
     Ortodocși (66,67%)
     Alte religii (1,9%)
     Necunoscută (31,43%)
Conform recensământului efectuat în 2021, populația comunei Vidra se ridică la 8.058 de locuitori, în scădere față de recensământul anterior din 2011, când fuseseră înregistrați 9.516 locuitori. Majoritatea locuitorilor sunt români (68,26%), cu o minoritate de romi (1,04%), iar pentru 30,57% nu se cunoaște apartenența etnică. Din punct de vedere confesional, majoritatea locuitorilor sunt ortodocși (66,67%), iar pentru 31,43% nu se cunoaște apartenența confesională.

## Politică și administrație
Comuna Vidra este administrată de un primar și un consiliu local compus din 15 consilieri. Primarul, Marian Tudor[*], de la Partidul Național Liberal, este în funcție din 2016. Începând cu alegerile locale din 2024, consiliul local are următoarea componență pe partide politice:
|  | Partid                          | Consilieri | Componența Consiliului | Componența Consiliului | Componența Consiliului | Componența Consiliului | Componența Consiliului | Componența Consiliului | Componența Consiliului | Componența Consiliului | Componența Consiliului | Componența Consiliului |
|  | ------------------------------- | ---------- | ---------------------- | ---------------------- | ---------------------- | ---------------------- | ---------------------- | ---------------------- | ---------------------- | ---------------------- | ---------------------- | ---------------------- |
|  | Partidul Național Liberal       | 10         |                        |                        |                        |                        |                        |                        |                        |                        |                        |                        |
|  | Partidul Social Democrat        | 3          |                        |                        |                        |                        |                        |                        |                        |                        |                        |                        |
|  | Alianța pentru Unirea Românilor | 2          |                        |                        |                        |                        |                        |                        |                        |                        |                        |                        |

## Istorie
La sfârșitul secolului al XIX-lea, pe teritoriul actual al comunei erau organizate două comune diferite, în cadrul plășii Sabar din județul Ilfov. Comuna Crețești-Sintești era formată din satele Crețești, Copăceni-Sf. Ioan și Sintești, având în total 2636 de locuitori, care trăiau în 548 de case și 47 de bordeie. În comună funcționau două școli mixte, două biserici, două mori de apă, două poverne și o mașină de treierat. Comuna Străini-Dobreni era formată din satele Vidra și Bragadiru (a nu se confunda cu actualul oraș Bragadiru, pe atunci comuna Bragadiru-Bulgaru, aflat mai la nord-vest), având o populație de 1546 de locuitori. În comună funcționau o școală mixtă, o moară cu apă și o biserică aflată în satul Bragadiru.
În 1925, cele două comune făceau parte din plasa Vidra a aceluiași județ, comuna Străini-Dobreni în aceeași compoziție cu 6000 de locuitori, iar comuna Crețești-Sintești cu satele Creștești, Sintești și Sbircea, cu 3929 locuitori.
În 1950 prin efectul legii 5 din 06 Septembrie, comunele enumerate anterior care azi reprezintă comuna Vidra au devenit reședința Raionului Vidra 
din regiunea București, în care au fost incluse ambele comune. În anul 1968 prin efectul legii nr 2 din 16 februarie, fostul Raion Vidra devine Comuna Vidra și aparține de Județul Giurgiu având în componență cele 3 sate Crețești Sintești și VIdrai. La data de 23 ianuarie 1981 prin efectul decretului 15 ,  Comuna Vidra trece de la Județul Giurgiu la Județul Ilfov ,  În 1986 a trecut la Sectorul Agricol Ilfov din subordinea municipiului București, sector devenit în 1997 județul Ilfov.

## Monumente istorice
Două obiective din comuna Vidra au fost incluse în lista monumentelor istorice din județul Ilfov ca monumente de interes local, ambele ca situri arheologice. Situl „Tellul Vidra” de pe malul stâng al Sabarului, cuprinde o așezare din secolul al XVIII-lea, una din secolele al IX-lea–al XI-lea, una din secolele al III-lea–al IV-lea e.n. și două așezări neolitice, dintre care una a fost încadrată în cultura Gumelnița. Cea mai importantă descoperire este un vas ceramic în formă de statuetă feminină, numită „Zeița din Vidra”, simbolizând cultul fecundității. Un alt obiect din perioada neolitică, de data aceasta aparținând culturii Boian, este un suport de vas din lut. Ambele obiecte sunt expuse la Muzeul de Istorie și Artă al Municipiului București. Celălalt sit arheologic se află tot pe malul Sabarului, lângă calea ferată București-Giurgiu și conține o așezare din secolele al XVII-lea–al XVIII-lea.